# Tageslichtkomet

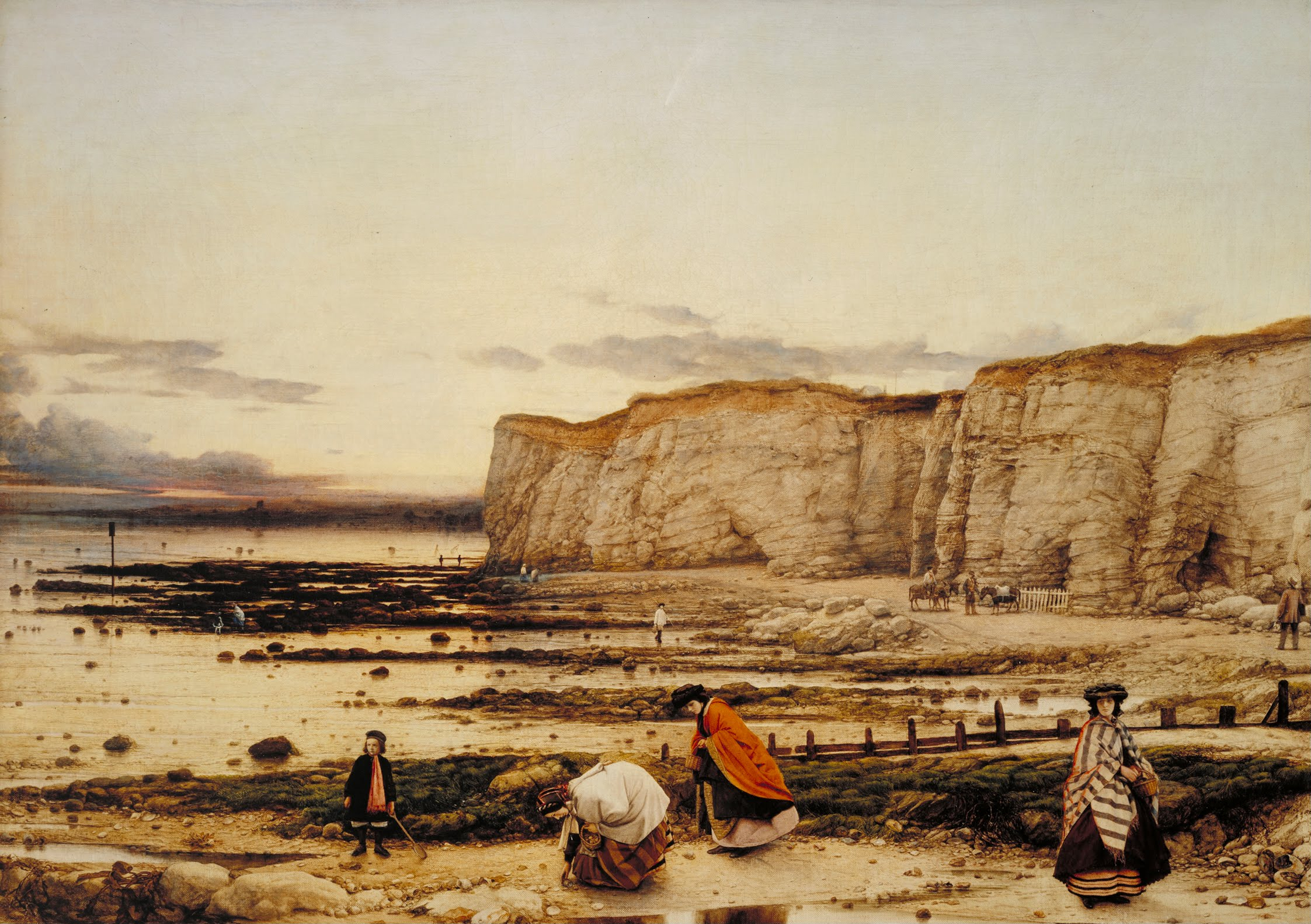
Auch am Tage sichtbar: Komet C/1858 L1 (Donati), Gemälde von William Dyce: Pegwell Bay, Kent - a Recollection of October 5th 1858

Als Tageslichtkomet werden einige der hellsten Kometen bezeichnet, die sogar untertags am blauen Himmel zu sehen waren. Insbesondere sind dies folgende Große Kometen:
- C/-43 K1 (Komet Caesar), 44 v. Chr. – Sidus Iulium, Caesaris astrum, Tageslichtkomet Cäsars
- C/1843 D1 (Großer Märzkomet) – Tageslichtkomet von 1843
- C/1910 A1 (Großer Januarkomet) – Tageslichtkomet von 1910
- C/1927 X1 (Skjellerup-Maristany)  – selten auch: Tageslichtkomet von 1927[1]

Die Bezeichnung beruht darauf, dass vor der Entwicklung der internationalen Nomenklatur (Benennung nach dem Entdecker) bedeutende Kometen einfach Populär-Namen in der Öffentlichkeit bekamen. Der Name selbst geht insbesondere auf den Großen Januarkometen von 1910 zurück, der auch als „The Great Daylight Comet“ bekannt wurde.
Um freiäugig am Taghimmel sichtbar zu sein, ist zumindest eine Magnitude von etwa −4 bis −5 nötig (maximale Helligkeit der Venus). So erreichte der Komet C/1965 S1 (Ikeya-Seki) in unmittelbarer Sonnennähe sogar −10 mag (fast die Helligkeit des Vollmonds), sank aber während der folgenden 20 Stunden auf −4 mag. Auch der Komet C/2006 P1 (McNaught) war im Januar 2007 tagsüber auf guten Standorten freiäugig sichtbar.
Teleskopische Tagbeobachtungen sind möglich, wenn der Kometenkopf heller als ein Stern 1. Größe ist. Erscheint er fast punktförmig und steht in größerem Abstand zur Sonne, kann auch eine Helligkeit von 2 bis 3 mag ausreichen.